# Пільчевський Дмитро Петрович
Дмитро́ Петро́вич Пільче́вський (11 січня 1981 — 1 березня 2022, Васильків) — солдат Збройних сил України, відзначився у ході російського вторгнення в Україну.
Див.: Бої за Васильків (2022).

## Нагороди
- Орден «За мужність» III ступеня (2022, посмертно) — за особисту мужність і самовіддані дії, виявлені у захисті державного суверенітету та територіальної цілісності України, вірність військовій присязі[2].